# Medalla de Plata del Trabajo

## Organismo que otorga la condecoración
El gobierno de España concede como condecoración la Medalla al Mérito en el Trabajo que debe de ser a su vez aprobado en el Consejo de Ministros

## Quién propone la condecoración
A propuesta del Ministro de Trabajo, es el Consejo de Ministros quien aprobará, o no, dicha concesión.

## Objetivo de dicha condecoración
Tiene como objetivo el reconocimiento de una conducta socialmente útil y ejemplar en el desempeño de los deberes que impone el ejercicio de cualquier trabajo, profesión o servicio. 

## Beneficiarios de dicha condecoración
Generalmente se concede a empresarios y profesionales del ámbito laboral que destacan en su trayectoria profesional por las cualidades mencionadas anteriormente.
- Datos: Q6008424